# Ковылина, Елена Евгеньевна
Елена Евгеньевна Ковылина (род. 22 ноября 1971, Москва) — российская художница, куратор и искусствовед.
Работает в технике перформанса, акционизма и видео, а также живописи. С 1999 года — член Союза художников России. Лауреатка премии в области современного искусства  «Инновация» (2006),  премии Российской Академии Художеств «Против течения» (2014).

## Биография
Родилась 22 ноября 1971 года в Москве. С раннего детства знала, что хочет стать художницей. Ходила в детскую изостудию В. А. Богданова. С 1988 по 1991 годы училась в Московском государственном академическом художественном училище памяти 1905 года (живописно-педагогический факультет), потом поступила в МГХИ им. Сурикова, также на факультет живописи. С 1996 по 1998 годы училась в частной школе современного искусства в Цюрихе F+F School for Art and Media Design Zurich (инсталляция, перформанс, видео, объект). Во время своей учёбы в Цюрихе много путешествовала, ходила по музеям, выставкам, занималась экспериментами в области новых медиа. В 1999 году окончила курс «Новые Художественные стратегии» ИПСИ (Москва). В 2003 году получила диплом факультета медиа арт Университета искусств Берлина, где училась у классика немецкого искусства профессора Ребекки Хорн. В 2012 году организовала совместно с художником и директором Государственной Галерее на Солянке Федором Павловым-Андреевичем первую в Москве школу перформанса PYRFYR (в данный момент не работает), став её художественным руководителем. В 2014 году получила диплом магистра искусствоведения в Российском государственном гуманитарном университете (направление «Визуальные коммуникации», тема научной работы — специфика образа в искусстве перформанса XXI столетия. С 2015 года ведёт независимые авторские воркшопы по перформансу и развитию личности.
Барбара Полла, галерист, писательница и политик занимается продажей работ Ковылиной, которые выставляются в Analix Forever Gallery (Швейцария, Женева), в западных странах. В России коллекцию из 30-ти видеоработ приобрел Фонд Виктория. Работы художницы также хранятся в собраниях: Fondazione Sandretto Re Rebaudengo, Турин; Centro Videoinsight, Турин; National Museum of Woman in the Arts, Вашингтон; Фонд «Современный город», Москва; Московский музей современного искусства, в частных собраниях (Виктора Бондаренко и других). Ковылина участвовала в крупнейших международных арт-форумах — Венецианской биеннале, европейской странствующей биеннале «Манифеста», Сиднейской биеннале, биеннале в Шардже. Является обладательницей множества международных грантов.
Несколько лет посвятила проекту благотворительного общества «Комитет „Красная обитель“» и работе в Театре беспризорной молодежи.
В декабре 2019 года назначена куратором галереи Ходынка, входящей в Объединение «Выставочные залы» при департаменте культуры г. Москвы.
Трое детей.

## Творчество
Ковылина стала пробовать себя в перформансах ещё в середине 1990-х годов. В первых перформансах она проверяла на прочность свое тело и чувства зрителя. Ковылина уплывала в открытое море в лодке без весел, вставала с петлей на шее на стул и просила зрителей выбить его из-под ног, выпивала в галерее литр водки под военные песни, а также заявляла, что намерена выстрелить в куратора Марата Гельмана, повторив атаку Валери Соланас на Энди Уорхола. Перформансы Елены Ковылиной известны своим непримиримым радикализмом. Работы Ковылиной экспонировались по всему миру — США, Албания, ОАЭ, Швеция, Финляндия, Австралия, Чехия. Содержанием перформансов и медиаинсталляций оказывается государственная политика, острые социальные и общественные вопросы, такие как тема идентичности или равенства, которые она подвергает иронии. Её акции выступают в качестве острой сатиры на актуальные российские и мировые проблемы.

### Избранные работы
- «Не хотите ли чашечку кофе?», или Сожги мир буржуазии""[10][11].
- Любовь после холодной войны. 2006. Лос-Анджелес[12].
- Живой концерт. 2005, Москва
- Вальс. 2001, Берлин

Ковылина приглашала зрителей на танец, а после каждого тура накалывала на грудь орден и выпивала рюмку водки. В конце концов партнёров приходилось вытаскивать из толпы силой — никому не хотелось кружиться под музыку с абсолютно пьяной женщиной, и то, что поначалу казалось приятным времяпрепровождением, превратилось в катастрофу.
- «Равенство» («Egalite»), 2008

Идея перформанса «Равенство» («Egalite») заключается в том, чтобы выстроить ровную линию по головам участников напротив здания государственной власти. Ковылина подпиливала табуретки и уравнивала разных по росту людей.
- Морковь культурная, 2018 "Проект «Морковь культурная» («Carotte culturele») — это попытка дать искусству самоутвердиться в обстановке «культурной изоляции», пойти навстречу зрителю, предложив ему увидеть знакомые повседневные образы как объекты так называемой «высокой культуры».[15]

Елена Ковылина

### Персональные выставки
- 2015 — «Вечное время». Галерея Екатерины Ираги, Москва[16].
- 2008 — «Равенство». Фонд «Современный город», Москва.[17]
- 2005 — «Перформансы Елены Ковылиной». Галерея «XL Project», АРТСтрелка, Москва.[18]

### Избранные групповые выставки
- 2015 — Biennale d’art contemporain Hybride3.
- 2015 — Douai.
- 2014 — Манифеста 10, Государственный Эрмитаж, Петербург.
- 2013 — «Сны для тех, кто бодрствует». Московский музей современного искусства[19].
- 2013 — Больше света. 5-я Московская биеннале современного искусства.
- 2010 — Тиранская биеннале.
- 2002 — «Деконструкция» Биеннале в Цетинии, Черногория.
- 2009 — 9th Sharjah Biennial (Sharjah International Art Biennial), Шарджа, ОАЭ.
- 2006 — «Зона контакта», биеннале в Сиднее.
- 2005 — 2-я Пражская биеннале.
- 2003 − 1st Praguebiennale, Prague.

## Критика
- «Считающаяся одной из самых ярких художниц 2000-х годов Елена Ковылина едва ли не единственная на московской арт-сцене продолжает традицию радикального перформанса 1990-х годов. Как и её коллеги и предшественники Олег Кулик, Анатолий Осмоловский, Александр Бренер, Елена Ковылина во имя искусства не щадит ни себя, ни зрителя. Она выходила на боксерский ринг, вызывая на поединок всех желающих, как женщин, так и мужчин. Усаживала публику за изящно накрытый чайный стол — и поджигала скатерть. Прикалывала ордена и медали к собственной коже. Танцевала буквально до упаду, опрокидывая стакан водки после каждого тура вальса, на который она приглашала сначала польщенных, а потом испуганных мужчин. Устраивала театр с беспризорниками, у которых училась столь ценному для перформансиста искусству „разводки“ зрителя. И с петлей на шее вставала на табурет, который каждый желающий мог выбить из-под её ног. Но в отличие от отечественных акционистов-самоучек 1990-х, чьи художественные жесты часто граничили с девиантным поведением как в глазах общественности (вызывавшей милицию), так и в восприятии самих авторов, чувствовавших себя этакими бросающими вызов социуму хулиганами-бунтарями, Елена Ковылина — „перформансист в законе“. За её акциями, даже самыми отчаянными, всегда чувствовался не аффект, но расчет — не только интеллектуальная концепция, но и точная калькуляция возможных реакций и последствий»[17] — И. Кулик, «коммерсант», 2008.
- «Перформансы Елены Ковылиной всегда трогали за живое. В мужчинах пробуждали инстинкты, кто же останется равнодушным при виде обнаженной блондинки. В женщинах будоражили женскую солидарность: они сопереживали её беззащитному телу, мучения которого художница выставляла напоказ, акцентировала его ранимость. Тех, чей главный инстинкт — жестокость, провоцировала на её проявления. Что бы она ни делала: стояла на табуретке с петлей на шее и надписью „Сделай сам“, приходила на открытие выставки в Германии с орденом „За взятие Берлина“, приколотым прямо к коже под ключицей, подносила гостям вазочки с красной икрой, ступая босыми ногами по битому стеклу, её социально-критические метафоры сначала заставляли содрогнуться тело зрителя, а потом доходили до разума, действовали так же рефлекторно, как сводит зубы от того, что кто-то скрежетнул ногтем по стеклу»[20] — Д. Мачулина, «Стенгазета», 2008.